# خورخه گونسالوز
خورخه گونسالوز (انگلیسی: Jorge Gonçalves؛ زادهٔ ۳۱ اکتبر ۱۹۸۳) بازیکن سابق فوتبال اهل پرتغال است که در پست وینگر راست بازی می‌کرد.